# Los Barón de Apodaca
Los Barón de Apodaca es un grupo mexicano de música grupera formado por seis integrantes en 1978, originario de la ciudad de Apodaca, Nuevo León.
Tienen una amplia lista de producciones publicadas por EMI, y un álbum 30 Aniversario  del año 2008.

## Historia

### Inicios
Cuando Salomón Guajardo, Efraín Flores y Arturo Valadéz siendo integrantes de otro grupo, deciden crear uno nuevo; invitan a unirse a ellos a los músicos; Javier Cantú, Juan Francisco Martínez y Ubaldo Suárez.
Es así como el 27 de octubre de 1978 nacen Los Barón de Apodaca siendo el primer grupo representado por Óscar Flores Elizondo.
Comenzaron tocando en fiestas privadas y abriendo los shows a los grupos más famosos de esa época. El primer baile masivo que realizaron fue al lado de Ramón Ayala en 1978.
Es en 1980 que graban su primer disco, sonando en la radio con temas como "Cuando Nadie te Quiera", "Cariño Santo" y "Carta Perdida".
El tema que los lanzó fuertemente a la popularidad fue, "Y por Esa Calle Vive" extraído de su segundo disco salido en 1981, con el que se convirtieron en el grupo más tocado en la radio, causando una verdadera revolución al invadir todas las esferas sociales.
Gracias a su segunda producción discográfica se hicieron acreedores a su primer disco de oro por un millón de copias vendidas. El reconocimiento les fue entregado en un baile en la expo Guadalupe donde alternaron con Rigo Tovar.
Su éxito se expandió a lo largo de la República Mexicana, y Los Estados Unidos donde obtuvieron récord de taquilla en importantes ciudades como Chicago, Houston, y Dallas. Así como en los estados California, Arizona y Florida.
Posteriormente vinieron otros éxitos como: "Háblale al Corazón", "Rama Seca" y "Los Años Viejos" entre muchos que hicieron que Los Barón de Apodaca crecieran en popularidad.
Continuaron los éxitos con temas como: "Acá entre Nos", "Alma de Piedra", "Recordando a María", "Miguel e Isabel", "La última Muñeca", "El Chiqui Cha", "Copa Tras Copa", "Que de Raro Tiene", "La Banda Dominguera", "El Triste", "Moriré Pensando en Ti", "Ladies Bar", entre muchos otros.
El grupo realiza videoclips de algunos de sus éxitos, entre ellos; "La Ultima Muñeca", "Miguel e Isabel". "El Chiqui Cha", "Copa Tras Copa", "Moriré Pensando en Ti" y "El Triste".También intervino en varias películas como: "Cazador de Asesinos", "Viva el Chubasco", "Terror en Los Barrios", "Los Penitentes del P.U.P. " y "El Bronco" donde tuvieron una destacada participación musical.
También se hicieron acreedores a un sinnúmero de reconocimientos entre los que destacan los 12 Discos de Oro que recibieron en la ciudad de Chicago por las altas ventas de sus producciones. Y las llaves de su ciudad natal, Apodaca; que los reconoce como hijos predilectos, y por su exitosa trayectoria llevando el nombre Apodaca a nivel internacional.

### Breve pausa y regreso
En 1995 sus integrantes deciden darse un receso de tres años para disfrutar de su familia y sus hijos.
El grupo nunca tuvo problemas entre ellos y fuera de los escenarios siguieron siendo amigos. Un día el sr. Oscar Flores los invita a tocar en un cumpleaños de su papá, Anacleto Flores (†) como un gran regalo por ser el primer artista que él representó. Fue en ese evento que había medios de comunicación presentes que les propusieron volver a los escenarios.
Así, en 1999, regresan a los escenarios. El éxito de la primera gira de reencuentro los lleva a grabar sus nuevos éxitos nuevamente, ahora para la compañía Universal Music. Dicho material titulado, "Nuestra Historia" los hace acreedores a Disco de Oro.
En esta producción que contiene 21 temas se incluyen los éxitos de Los Barón de Apodaca que al paso de los años han quedado como clásicos, entre ellos se destacan:"Brindo Por Ella", "Y por Esa Calle Vive","Los Años Viejos", "Acá Entre Nos", "La última Muñeca","Porque Volviste a Mi" y " Cuando Nadie Te Quiera", entre otros.
Inmediatamente que este disco salió al mercado empezó a registrar un alto índice de ventas, llegando a las cien mil copias en tan solo dos meses.

### La entrada al nuevo milenio
Con la entrada del año 2000 lanzan al mercado una nueva producción discográfica titulada "Canciones de Pegue", que incluye éxitos que se han dado a conocer con otras voces como "Por Mujeres como Tú" que interpreta Pepe Aguilar , "Amor Eterno" de Juan Gabriel, "Puño de Tierra" canción interpretada por don Antonio Aguilar, "Canción de Un Preso" interpretada por Irma Serrano y "El Traje de Baño" de Mike Laure, entre otras.
Este material también incluye canciones inéditas como "Lo Mejor de Ti", "La Llegua", y "Dolor" que junto con las anteriores hacen un excelente material al estilo de Los Barón de Apodaca que a los diez días de su lanzamiento alcanza las cuarenta mil copias vendidas.
Y para el 2002 lanzan su producción titulada "Va mi Resto". En esta producción se dan a la tarea de reunir a cuatro voces únicas dentro del movimiento grupero conformado de dos duetos, el primero de Ellos conformado por Héctor Mier (Los Mier), "Aunque Mal Paguen Ellas", siendo este el primer sencillo promocional de este álbum.
El segundo de los duetos incluidos corresponde a "Un Drama" melodía interpretada por Ubaldo, Claudia Pinzon (40 Grados) y Denisse.
Otro de los temas que conforman esta producción son: "Ella Tiene Todo", "El Recuerdo de tu Amor", Te Quiero por Bonita", "Como te Quiero" y "El Angel Mas Bello' , entre otros.
Y para comenzar el año 2003, el conjunto originario de Apodaca, Nuevo León, lanza al mercado su siguiente proyecto, un álbum donde esta agrupación se torna sensible.pasional y romántica, permitiendo así, dar vida a lo boleros y tríos en sus voces y su estilo muy particular. Titulada "Sentimiento y Bohemia", del cual se desprendió el tema "Dias De Buñuelos"; que en la época decembrina del 2002, destacó por las celebraciones de Navidad y fin de año, obteniendo buenos resultados en la audiencia.
En "Sentimiento y Bohemia" se incluyen temas como "Te Necesito Tanto Amor", "Gracias Señor", "Que Nadie Sepa mi Sufrir","Que Hacemos con Mamá" " Lo Dejé Por Ti", "Jaula Dorada" y "Golpe Bajo", entre otros.
Los Barón de Apodaca nos dan la sorpresa en el 2005, firmando con Platino Records, su nueva casa discográfica y nos presentan su producción titulada, "Seguimos por la Misma Calle", del cual se desprende el sencillo que lleva por nombre, "El Hombre que Más Te Amo".
En el 2006 lanzan un álbum de colección con sus más grandes éxitos, para seguir deleitando al público que los ha seguido a lo largo de su trayectoria, además de continuar con sus presentaciones por varios estados a lo largo de la República Mexicana y los Estados Unidos.
El 2008 es el año en que Los Barón de Apodaca cumplen su treinta aniversario de trayectoria artística, es por eso que fueron acreedores a una serie de reconocimientos, empezando por la medalla; "Prof. Moisés Sáenz Garza", la cual se entrega a los apodequenses que han destacado en diversas actividades.
La ceremonia se lleva a cabo con la sesión de cabildo que fue efectuada en la plaza principal de Apodaca, donde "Los Ases de la Música Chicana" recibieron dicha distinción de manos de Rodrigo Medina De la Cruz, secretario General de Gobierno y Raymundo Flores, alcalde del mencionado municipio.
En mayo de este mismo año viajaron a Dolores Hidalgo, Guanajuato, para ser homenajeados en el marco de la entrega anual del "Micrófono de Oro" , que entrega la Asociación Nacional de Locutores de México a lo más destacado de música, la política, la cultura, el deporte y la comunicación. En esta celebración, el grupo recibió un homenaje especial por su trayectoria musical.
El 25 de octubre de 2008, celebraron en grande su 30 aniversario con un baile en La Fe Music Hall, donde más de cuatro mil personas bailaron y cantaron cada uno de sus éxitos hasta las 03:00 de la madrugada.
Durante la fiesta de aniversario de Representaciones Artísticas Apodaca, Los Barón recibieron el premio "Don Anacleto Flores" (presidente fundador de la compañía), que por primera vez se entregó a las agrupaciones que tienen más tiempo en la empresa. De hecho, es el primer grupo que representó Oscar Flores hace 31 años y hasta la fecha, siguen trabajando juntos.
En el año 2010, Los Barón de Apodaca ponen en el mercado su álbum titulado "Los Barón de Apodaca en vivo, 30 años de Éxitos", mismo que grabaron en el 2008, en la plaza principal de Apodaca, Nuevo León, posterior a que les entregaran la medalla "Profr. Mosés Sáenz Garza".Este mismo año tienen pensado lanzar otro álbum con temas inéditos.
El 13 de julio de 2017 fallece el bajista Efraín Flores luego de casi cuarenta años trabajando con la popular agrupación mexicana.
Cabe señalar que a lo largo de su carrera artística, Los Barón de Apodaca están formados por sus integrantes originales.

## Integrantes
- Ubaldo Suárez - vocalista
- Arturo Valadéz - 2.ª voz
- Salomón Guajardo - tecladista
- Javier Cantú - guitarrista
- Efraín Flores - bajista (Finado)
- Juan Francisco Martínez - baterista
- Javier Flores - Bajista

## Discografía
1. Cuando Nadie Te Quiera (primer álbum Para DLV (Musart)
2. Y Por Esa Calle Vive
3. Los Años Viejos
4. Sin Título
5. Sin Título
6. Sin Título
7. Sin Título
8. Hoy No Hago Más que Recordarte
9. El Parrandero
10. Cada Vez Mejor (último álbum de DLV (Musart)
11. 15 Éxitos 15 Vol. 1 DLV EX 009 (P) 1986
12. 15 Éxitos 15 Vol. 2 DLV EX 020 (P) 1987
13. Ahora Aquí (primer disco para Ariola) CAMS 1341 (P) 1987
14. Cautiva y Triste
15. Gracias, Muchas Gracias. CAMS 1427 (P) 1989
16. ¡Para Todos! LMP 943 (P) 1991
17. Con Hilos de Coraje LMP 977 (P) 1991
18. Los Barón Por Siempre
19. Más Norteño
20. 16 Éxitos Grandes Éxitos de Los Barón de Apodaca
21. 20 Grandes Favoritas con Los Barón de Apodaca
22. Nuestra Historia
23. Canciones de Pegue
24. Va Mi Resto
25. Las Que Faltaron de Nuestra Historia
26. Sentimiento y Bohemia
27. 25 Años, 25 Éxitos
28. Tributo a Tomás Méndez
29. Disco Navideño.
30. Seguimos Por la Misma Calle
31. Chicanas a Morir
32. 50 Éxitos, la Gran Historia
33. Los Barón De Apodaca en Vivo 30 Años De Éxitos